# A Vitagraph Romance
A Vitagraph Romance è un cortometraggio muto del 1912 diretto da James Young.

## Trama
La figlia del senatore Carter va via di casa per fare l'attrice per la casa cinematografica Vitagraph. Suo padre si reca negli studi mentre vi si stanno girando alcuni film. Trova la figlia che sta lavorando e si riconcilia con lei.

## Produzione
Il film fu prodotto dalla Vitagraph Company of America.

## Distribuzione
Distribuito dalla General Film Company, il film - un cortometraggio in una bobina - uscì nelle sale cinematografiche statunitensi il 18 settembre 1912. Nel Regno Unito, fu distribuito il 19 dicembre 1912.